# Georg Heinrich von Müller
Georg Heinrich Müller, später von Müller, (* 23. August 1750 in Stuttgart; † 21. September 1820 in Heilbronn; Nobilitierung nach 1815) war Theologe, Hochschullehrer und Generalsuperintendent von Heilbronn.

## Leben
Müller besuchte zunächst das Gymnasium in Stuttgart und dann die Klosterschulen von Blaubeuren und Bebenhausen, bevor er in Tübingen Evangelische Theologie studierte. Dort wurde er am 8. November 1765 immatrikuliert. An der Universität Tübingen wurde er am 2. Dezember 1767 Bakkalaureus, am 18. Oktober 1769 Magister und am 23. Februar 1794 zum Dr. theol. promoviert. Ab 1774 war er als Repetent am Tübinger Stift tätig, anschließend ab 1776 dann als Prediger und Professor an der Hohen Carlsschule in Stuttgart. 1779 wurde er zum Hofkaplan in Stuttgart ernannt.
1793 ging Müller an die Universität Tübingen und wurde dort Professor für Theologie und zugleich Vorsteher eines katechetischen und homilitischen Übungsinstituts. In Tübingen wurde er Stadtpfarrer und Spezial-Superintendent.
Ab 1814 bis zu seinem Tod war Müller Prälat und Generalsuperintendent von Heilbronn und somit ab 1819 zugleich Abgeordneter der Zweiten Kammer der Württembergischen Landstände.

## Publikationen (Auswahl)
- Commentatio de jure sacrorum, ad magistratum politicum pertinente, Tübingen 1776.
- Die Wahrheit der Geschichte Jesu nach Erzählung der 4 Evangelisten mit practischen Anmerkungen, Stuttgart 1785.
- Predigt auf die Erbhuldigung nach dem Regierungsantritt des Durchl. Herzogs von Würtemberg, Friedrich II., Tübingen 1798.
- Die Denkwürdigkeiten des verflossenen achtzehnten Jahrhunderts..., Tübingen 1801.